# Wohin der Weg mich führt
Wohin der Weg mich führt ist ein deutscher Fernsehfilm aus dem Jahr 2012 von Matthias Steurer mit Johanna-Christine Gehlen und Michael Fitz.

## Handlung
Sarah Stein ist eine erfolgreiche Rechtsanwältin. Sie will unbedingt Partnerin einer renommierten Frankfurter Anwaltskanzlei werden, sodass sie ihr ganzes Leben in ihre Karriere investiert. So wird die ehrgeizige Frau mit einem scheinbar einfachen Job beauftragt. Der Pflegevater des Winzers Peter Jahn verstarb kürzlich. Da es kein Testament gibt, erhebt der leibliche Sohn Siggi Anspruch auf das Weingut. Jedes anwaltliche Anschreiben an Peter wurde ignoriert, sodass Sarah beauftragt wird, das Familienanwesen dem Alleinerben zu übergeben. 
Doch als sie Peter die Kündigung mitteilen will, erklärt ihr Peter, dass sein Ziehvater vorsah, ihm das Gut zu vererben und letzten Sommer extra bei ihm gewesen sei, um sein Testament in diesem Sinne zu ändern. Obwohl es dafür einen Zeugen gibt, ließ der eifersüchtige Siggi das Testament einfach verschwinden. Siggi ist dabei kaum an den Weinbergen interessiert, er will vielmehr das Anwesen abreißen lassen, um ein nobles Wellnesshotel auf dem Grundstück zu bauen. Peter wusste nichts von den anwaltlichen Schreiben, da einer seiner Pflegesöhne sie aus der Post genommen hatte. Als ehemaliger Anwalt ist ihm jedoch klar, dass kein Richter ihn mit seinen drei Pflegesöhnen auf die Straße setzen würde.
Sarah hat kein großes Interesse an Peters Anliegen und will den Auftrag nur beenden. Unglücklicherweise ist ihr Sportwagen defekt und befindet sich in der Werkstatt, sodass sie sich in einer Pension im Ort einmietet. Sie nutzt diesen Notaufenthalt, um Peter freiwillig zum Einlenken zu bringen. Da sie damit kein Glück hat, geht sie weiter und versucht Peter beim Jugendamt in einen schlechten Ruf zu bringen. Dabei kommt ihr ein Streich, den ihr Peters Pflegesöhne spielen, gerade gelegen: Sarah nutzt die Gelegenheit, um dem Winzer das Sorgerecht entziehen zu lassen. Der Räumungsklage stünde dann nichts mehr im Wege.
Die Anwältin scheint am Ziel, doch bekommt sie allmählich Skrupel, weil sie nicht bedacht hat, was sie den Kindern damit antut, die offensichtlich ihren Pflegevater und ihr Zuhause lieben. Nachdem sie mit Peters jüngstem Pflegesohn Theo näher ins Gespräch kommt, wird sie an ihre eigene Kindheit erinnert. Er vertraut ihr außerdem an, dass er es war, der die Anwaltsbriefe verschwinden ließ, weil er aus seiner Vergangenheit weiß, dass er immer dann aus seiner Pflegefamilie weg musste, wenn solche Briefe kamen. Und er will hier nicht weg. 
Doch Sarahs Anzeige hat bereits die Mühlen des Jugendamtes in Gang gesetzt und ausgerechnet Theo soll als erster in eine neue Pflegefamilie.
Kurzentschlossen zieht die Anwältin ihre Anzeige zurück und räumt ein, dass es möglicherweise doch kein Streich der Kinder war, sondern sie selbst den Schaden verursacht habe. Zudem hegt sie plötzlich Gefühle für diesen kauzigen Anwalt und beide entdecken, dass sie eigentlich vieles gemeinsam haben, denn Sarah ist selbst auf einem Weingut groß geworden und weiß mit der Erntemaschine umzugehen. Mit ihrer Hilfe kann die Traubenernte gerade noch rechtzeitig vor einem Unwetter eingebracht werden. Sie stellt fest, dass es mehr im Leben gibt als Karriere und so versucht sie Peter zu seinem Recht zu verhelfen. 
Da ihre eingeleiteten juristischen Schachzüge nicht mehr rückgängig zu machen sind, rät sie ihm dringend, mit Siggi zu reden. Das tut er und in diesem Gespräch, von Sarah vermittelt, bittet er Siggi, der Jungs wegen seine Ansprüche zurückzuziehen. Insgeheim hatte Siggi schon lange auf so ein „intimes“ Gespräch zwischen ihnen gewartet, denn er hatte Peter zeitlebens beneidet, ihm das aber nie gesagt. Aus seiner Sicht war Peter immer der „Tolle“ und neben ihm konnte er nie gewinnen. Erst jetzt erfährt er von Peter, dass er sich das nur eingebildet hat und sein Vater durchaus stolz auf ihn war. Die Brüder versöhnen sich und „alles ist gut“, denn Siggi zieht seine Ansprüche auf das Weingut zurück. Peter bedankt sich bei Sarah und sie bleibt bei ihm und den Kindern.

## Hintergrund
Der Familienfilm wurde vom 14. Oktober bis 16. November 2010 in Frankfurt am Main und im rheinland-pfälzischen Landkreis Südliche Weinstraße gedreht.
Als Hauptdrehort im Landkreis Südliche Weinstraße diente das Gebäudeensemble des ehemaligen Klosters Heilsbruck in der Gemeinde Edenkoben.

## Rezeption

### Einschaltquote
Bei der Erstausstrahlung am 1. September 2012 bei das Erste wurde Wohin der Weg mich führt von 4,60 Millionen Zuschauern gesehen, was einem Marktanteil von 14,3 Prozent entsprach.

### Kritiken
Tilmann P. Gangloff von tittelbach.tv schrieb: 

„Die Freitagsfilme der ARD-Tochter Degeto sind schon geraume Zeit deutlich besser als ihr Ruf, aber diese romantische Komödie mit Michael Fitz und Johanna Christina Gehlen ist dem Groschenroman-Titel zum Trotz ein echtes Schmuckstück. Dafür steht nicht zuletzt Edda Leesch. Die in erster Linie als Schauspielerin bekannte Drehbuchautorin ist längst ein Garant für gute Unterhaltung. Ihre Kunst besteht darin, triviale Geschichten derart vergnüglich und durchaus anspruchsvoll zu verpacken, dass man sich selten unter Niveau amüsiert.“

Die evangelisch.de urteilte: 

„[Die] Komödie [erzählt] nicht bloß eine, sondern ganz viele Geschichten, die jede für sich genug Stoff für eigene Filme böten. [Ein] Film, der immer wieder für Überraschungen sorgt, zumal jede Hauptfigur auch ihre Vorgeschichte hat. [~] Auch die Nebenfiguren sind weit mehr als bloß die üblichen Stichwortgeber.“

Das Lexikon des internationalen Films wertete: 

„Anspruchslos-heiterer (Fernseh-)Familienfilm, der in der Aussöhnung der ungleichen Halbbrüder gipfelt.“

Auch die Kritiker der Fernsehzeitschrift TV Spielfilm vergeben nur eine mittlere Wertung (Daumen gerade) und meinten: „Harmlos vorhersehbares Filmtröpfchen, dessen mild-süßes Aroma noch keine Kopfschmerzen verursacht und sich am Feierabend mit einem guten Glas Wein reuelos runterspülen lässt.“ (TV Spielfilm)